# Luciano António Pereira da Silva

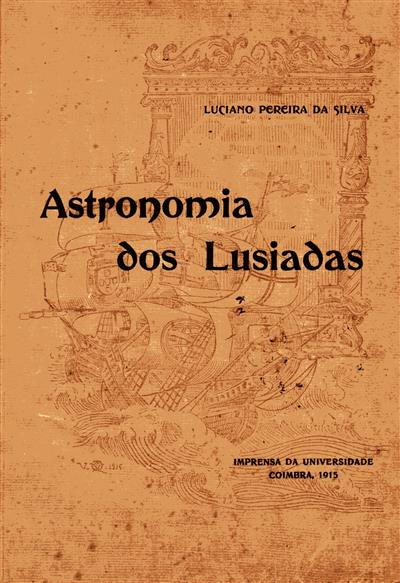
ISBN 978-989-95920-7-0

Luciano António Pereira da Silva (Caminha, 21 de novembro de 1864 — Caminha, 18 de agosto de 1926) foi matemático, professor na Universidade de Coimbra, pedagogo e historiador dos Descobrimentos portugueses.
É personagem com Jaime Cortesão, também investigador da Época dos Descobrimentos, da peça de teatro Novo Céu (Afrontamento, 2014) que foi apresentada no Teatro Valadares em Caminha em 21 de novembro de 2014 no seu 150º aniversário.
Jaime Cortesão cita-o como integrante do “Grupo da Biblioteca” no "prefácio a modo de memórias" à 4ª edição de 1960 de O Infante de Sagres (1916), em que na nota final lhe agradece ainda “a indicação dos instrumentos náuticos conhecidos ao tempo do Infante”.

## Biografia

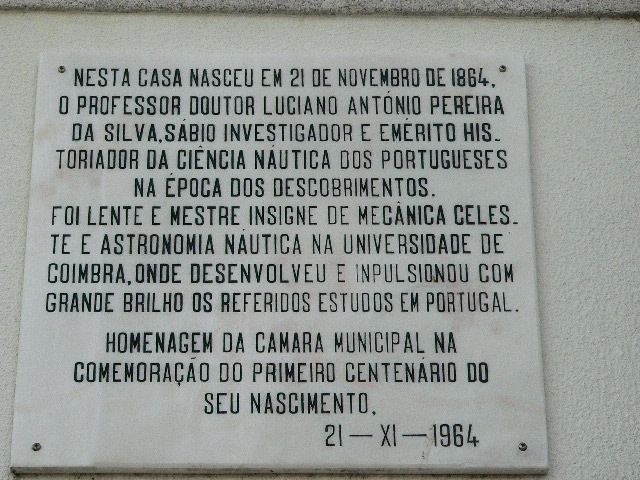
Lápide comemorativa da casa onde nasceu Luciano Pereira da Silva, na Praça Conselheiro Silva Torres ou Terreiro em Caminha.

Era filho de António Pereira da Silva (1806-1873), farmacêutico na vila de Caminha, e de Isabel Joaquina Coelho da Silva (1820-1892), e irmão de Maria das Dores Pereira da Silva (1848-1896) e cunhado de João Lourenço Marques Torres (1846-1896), que assumiram a farmácia, ainda hoje de nome Torres, no Terreiro, na casa onde nasceu e que exibe uma lápide comemorativa.
Fez o exame de instrução primária e os estudos secundários em Viana do Castelo, concluindo-os no Porto no Colégio de São Carlos em 1879.
Matriculou-se na Universidade de Coimbra onde se formou em Matemática e Filosofia.
Fez o curso de Engenharia Militar na Escola do Exército.
Regressou à Universidade de Coimbra onde se doutorou em 1889 com uma dissertação sobre Equilíbrio Astático após uma dissertação inaugural sobre Pressões Desenvolvidas no Interior dos Líquidos em Movimento, sendo lente de Cálculo Diferencial e Integral (1902-1904), Mecânica Celeste (1904-1911), e Geometria Descritiva (1910-1911) na Faculdade de Matemática.
Após a reformulação curricular da República foi catedrático de Mecânica e Astronomia (1911-1922), Mecânica Celeste (1916-1922) e Mecânica Racional (1917-1922) na Faculdade de Ciências.
Foi astrónomo do Observatório Astronómico da Universidade de Coimbra.
Foi regente de Metodologia da Matemática e História da Pedagogia na Escola Normal Superior de Coimbra, de que foi diretor entre 1915 e 1925.
A sua intervenção na área da pedagogia teve relevo numa corrente “heurística”, relacionada com a própria génese do conhecimento científico bem expressa na citação:
```
“O método de investigação directa, chamado “método laboratorial”, desperta interesse e entusiasmo, difíceis de obter por outros meios. Não é necessário um observatório munido de bons telescópios. Basta um lugar de vistas desobstruídas. Começa-se por observação à vista desarmada, feitas com instrumentos elementares, construídos na localidade, ou nas oficinas dos estabelecimentos de ensino, se as há. O astrolábio está naturalmente indicado. (…)  Por isso explico a construção dos astrolábios de madeira que iam nas nossas naus. Os problemas que preocuparam os nossos navegadores são um bom exercício. Os alunos fazem, a princípio, observações simples. Assim aprendem a ver e colhem, em primeira mão, um bom cabedal de conhecimentos astronómicos, que lhes revela os princípios fundamentais dos movimentos dos astros. E a leitura das passagens astronómicas d’Os Lusíadas constituirá um forte estímulo num ensino assim conduzido.” (Prefácio, Astronomia d’Os Lusíadas, 1915)
```

Isto foi defendido por ele e por Joaquim de Carvalho que o sucedeu após a sua morte na regência da História da Pedagogia, em divergência com Eusébio Tamagnini, depois ministro da instrução pública entre 1934 e 1936, e Oliveira Guimarães, professores da mesma Escola que davam mais ênfase ao rigor dos conhecimentos transmitidos.
Com Sidónio Pais, seu conterrâneo e  colega na Faculdade, defendeu sem sucesso a introdução do ensino da Teoria Matemática dos Seguros no currículo da Faculdade de Ciências.
A ele se ficou a dever também a criação do Gabinete de Geometria da Universidade de Coimbra.
É no entanto no estudo dos Descobrimentos portugueses que cruzou a sua formação básica em matemática e astronomia com o interesse pela história e pela literatura, publicando uma vasta obra de grande interesse científico, ainda hoje referencial na história da ciência pelo seu rigor e carácter multidisciplinar.
Estudou a ciência náutica e os conhecimentos de astronomia dos portugueses dos séculos XV e XVI, pelas obras, entre outros, de Pedro Nunes, sustentando a preparação científica dos navegadores portugueses e estabelecendo a datação cronológica das suas obras, Duarte Pacheco Pereira, encabeçando os defensores do seu protagonismo na real viagem de descoberta do Brasil previamente a Cabral, D. João de Castro e Luís de Camões, revelando os conhecimentos de astronomia na composição d´Os Lusíadas e da sua outra obra poética.
Na sua bibliografia destaca-se A Astronomia dos Lusíadas (1915), reeditada em fac-simile em 2014 pela Câmara Municipal de Caminha quando do Colóquio Luciano Pereira da Silva - 150 anos do nascimento. A efeméride foi também assinalada por um colóquio a 24 de Novembro de 2014 no Museu da Ciência da Universidade de Coimbra.
Foi agredido com uma faca por um alienado a quem costumava dar esmola, em pleno Terreiro de Caminha, em 15 de Agosto de 1926, tendo falecido três dias depois.

## Obras
Os seus trabalhos principais são: 
- Os Dois Doutores Pedro Nunes (1914), O Libro de Álgebra de Pedro Nunes (1914),
- As Tábuas Náuticas dos Portugueses e o Almanach Perpetuum de Zacuto (1915), O Astrolábio Náutico dos Portugueses (1917),
- As Estrelas nas Poesias de Camões (1918),
- O "Esmeraldo" de Duarte Pacheco - Razão deste Título (1920),
- A Arte de Navegar dos Portugueses desde o Infante a D. João de Castro (1921, in História da Colonização Portuguesa do Brasil), *Duarte Pacheco Pereira, Precursor de Cabral (1921, in História da Colonização Portuguesa do Brasil),
- A "Regra das Festas Mudáveis" de Gonçalo Trancoso, Autor dos "Contos de Proveito e Exemplo" (1922-1925),
- A Propósito das Leituras do Infante (1924, Lusitânia, 1, pp 23-27), *Kamal, Tábuas da Índia e Tavoletas Náuticas (1924),
- A Concepção Cosmológica dos "Lusíadas" (1925),
- O "Roteiro" da Primeira Viagem do Gama e a Suposta Conjuração (1925),
- João Dias Solis, Piloto Português (1926, Lusitânia, 9, 3, pp 345-365).[24][25][26]

Igualmente publicou em 1909 Bases technicas das companhias portuguezas de seguros de vida a Nacional, a Lusitana, e Portugal Previdente, juntamente com António dos Santos Lucas e Fernando Brederode, e em 1913, no Jornal de Seguros nº 156, A Teoria Matemática dos Seguros nas Universidades Alemães (carta ao sr. Fernando Brederode), intervindo dessa forma no debate de matemática actuarial na crise das seguradoras portuguesas então manifestada.
Escreveu ainda sobre temas caminhenses: 
- De Roca ao Norte (1918, in Águia, 2, XIII, pp 5-12) e
- A Igreja Matriz de Caminha (1926, in Ilustração, 1, 9, p.23)

Entre 1943 e 1946 foram publicadas em 3 volumes as suas Obras Completas (ed. Agência Geral das Colónias), organizadas por João Pereira Dias, seu colaborador no Departamento de Matemática e na Escola Normal, onde alternou com ele a regência de Metodologia Geral das Ciências Matemáticas.

## Vida política
Foi deputado pelo Partido Regenerador entre 1901 e 1903, tendo feito um notável discurso sobre a instrução secundária em 13 de Janeiro de 1903,  que prenunciava já o interesse que haveria de dedicar à pedagogia.
Foi governador civil de Coimbra em 1909-1910.